# Стрешин
Стрешин (блр. Стрэшын; рус. Стрешин) насељено је место са административним статусом варошице (городской посёлок) у источном делу Републике Белорусије. Административно припада Жлобинском рејону Гомељске области.

## Географија
Насеље лежи на месту где се речица Стрешинка улива у Дњепар, на око 21 км јужно од административног центра рејона Жлобина и 105 км од административног центра области Гомеља.

## Историја
Први писани подаци о насељу потичу из XII века и у том времену је у средишту насеља највероватније постојало јако дрвено утврђење. Помиње се и у закону литванског кнеза о подели земље између Стрешина и Рагачова из 1399. године, а 1406. нашао се и у регистру „сверускиг градова“.
Године 1793. постаје саставни део Руске Империје. Од 1924. до 1956. административни је центар истоименог рејона Белоруске ССР.
Једна од најважнијих знаменитости у вароши је Покровска црква саграђена 1807. године

## Демографија
Према резултатима пописа из 2009. у вароши су живела 1.263 становника.
| 1909. | 2004. | 2009. |
| ----- | ----- | ----- |
| 3.246 | 1.300 | 1.263 |

## Саобраћај
Стрешин је друмским правцем повезан са Жлобином на северу, а на десној обали Дњепра постоји и мања речна лука.